# Friederike (Film)
Friederike ist ein deutscher Spielfilm aus dem Jahre 1932 von Fritz Friedmann-Frederich mit Mady Christians in der Titelrolle der Jugendgeliebten von Johann Wolfgang von Goethe, dargestellt von Hans-Heinz Bollmann. Die Geschichte basiert auf der gleichnamigen Operette von Franz Lehar mit den Libretti von Ludwig Herzer und Fritz Löhner-Beda.

## Handlung
Zu Goethes Studentenzeit 1770 im Elsass. Er und sein Freund Wagner, ein ewiger Bummelstudent, der das Studentendasein mehr der Vergnügungen als des Studierens wegen liebt, reiten gemeinsam nach Sesenheim, wo der Pfarrer Brion mit seinen beiden Töchtern Friederike und Salomea lebt. Kaum angekommen, ist es um den jungen Goethe geschehen – er hat sich in Friederike verliebt, und auch die junge Frau bemerkt rasch, dass ihr Johann Wolfgang nicht gerade gleichgültig ist. Beide jungen Leute verleben eine glückliche Zeit im Pfarrhausgarten und am Rhein, auch wenn Friederikes Mutter über die Beziehung alles andere als glücklich ist, und auch der kaiserliche Rat Goethe, Johann Wolfgangs gestrenger, alter Vater, diese Liaison mit Argwohn betrachtet, wie Freund Wagner nicht zu Unrecht vermutet.
Wirkliche Gefahr für das junge Glück naht jedoch aus Weimar. Im Auftrag des kunstsinnigen Herzogs Karl August soll der alte Hauptmann Knebel den talentierten Nachwuchsdichter in die Residenzstadt bringen. Einzige Bedingung: Goethe müsse unverheiratet sein. Damit ist der junge Poet aber überhaupt nicht einverstanden, und so lehnt er das herzogliche Ansinnen ab. Da Freund Wagner aber erkennt, welche Chancen sich Goethe in Weimar eröffnen würden, bittet er Friederike dahingehend auf Goethe einzuwirken, das Angebot doch noch anzunehmen und überdies auf eine gemeinsame Zukunft mit dem jungen Frankfurter altruistischerweise zu verzichten. Und so spielt die Pfarrerstochter Goethe vor, dass ihr Herz längst an jemand anderen vergeben sei, einem gewissen Lenz. Enttäuscht reist Goethe nach Weimar ab, während Friederike still vor sich hinleidend mit gebrochenem Herzen zurückbleibt.

## Produktionsnotizen
Die Dreharbeiten zu Friederike begannen am 29. August 1932, die Außenaufnahmen in Weimar am 10. Oktober desselben Jahres. Gedreht wurde auch in Straßburg und in Frankfurt am Main. Die Uraufführung erfolgte am 1. November 1932 im Frankfurter Schumann-Theater, die Berliner Premiere dreizehn Tage darauf im Atrium und im Titania-Palast.
Der Film war eine Gemeinschaftsproduktion der Indra Film (Camillo Grundmann) und der G. P. Films (Gabriel Pascal, Serge Freiherr von Ompteda), Pascal übernahm auch die künstlerische Oberleitung. Eugen Schüfftan unterstand die technische Leitung. Hermann Warm und Arno Richter entwarfen die Filmbauten. Erich Leistner sorgte für den Ton. Eduard Künneke übernahm auch die musikalische Leitung. Eugen Klagemann war Standfotograf.
Ferdinand Bonn in der Rolle des alten Goethe-Vaters trat hier ebenso das letzte Mal vor die Kamera wie die Kollegin Maria Fein, deren einziger Tonfilm Friederike war. Karl Meixner hingegen gab hier seinen Einstand vor der Kamera.
Drei Jahre zuvor thematisierte der späte Stummfilm Die Jugendgeliebte dasselbe Thema.

## Musik
Folgende Musiktitel wurden gespielt:
- All mein Fühlen, all mein Sehnen
- Elsässer Kind
- O Mädchen, mein Mädchen
- Oh wie schön, wie wunderschön!
- Sah ein Knab’ ein Röslein stehen
- Warum hast du mich nicht wachgeküsst?
- Was kümmert mich die ganze Welt?

Diese Lieder erschienen im Crescendo Musikverlag GmbH, Berlin, es spielt das Orchester Hans London.

## Kritik
Die Österreichische Film-Zeitung schrieb: „Die Titelrolle wird von Mady Christians gesanglich wie darstellerisch vorzüglich verkörpert, für Goethes Rolle bringt Hans Heinz Bollmann eine schöne Stimme mit. Gelungen wie immer ist Wallburg als Wagner.“